# Universität Zypern
Die Universität Zypern (griechisch: Πανεπιστήμιο Κύπρου, türkisch: Kıbrıs Üniversitesi, englisch: University of Cyprus (UCY)) ist eine Universität in Nikosia und die bedeutendste Hochschule der Republik Zypern.

## Geschichte
Sie wurde 1989 gegründet. Erste Präsidentin war Nelly Tsouyopoulos. Zu den internationalen Beratern bei der Universitätsgründung zählte auch der britische Byzantinist Robert Browning. Der spätere Wirtschaftsnobelpreisträger Christopher Pissarides erhielt 2009 die Ehrendoktorwürde der Universität.

## Gliederung
An der Universität werden an sechs Fakultäten ca. 3500 Studenten in griechischer und türkischer Sprache unterrichtet.
Die Fakultäten sind:
- Geisteswissenschaften
- Angewandte Naturwissenschaften
- Sozial- und Erziehungswissenschaften
- Wirtschaftswissenschaften
- Ingenieurwissenschaften
- Literaturwissenschaften